# Spider Man: Toxic City
Spider-man: Toxic City è un videogioco d'azione progettato per i telefoni cellulari, sviluppato dalla società Gameloft e pubblicato dalla Marvel Comics.

## Modalità di gioco
Ci sono complessivamente 13 missioni in cui ci sono 4 livelli bonus. In questo gioco, ci sono molti oggetti da collezionare come i ragni d'oro (che servono per aumentare la potenza, la salute ed il tester di resistenza) ed il cuore d'oro (per riempire la salute). In più ci sono dei fumetti nascosti nei vari livelli, e si può anche scegliere per Spider-Man se giocare con il suo costume originale oppure con quello nero.

## Trama
Goblin sta rilasciando un siero che trasformerà i civili innocenti in mostri mutanti. Spider-Man, per sconfiggerlo, si imbatterà nei suoi classici nemici (ed alleati di Goblin) come Electro, Shocker, Rhino, l'Avvoltoio, Doc Ock e molti altri. Battendoli si dovranno raccogliere le fiale di siero in loro possesso per produrre un antidoto al siero di Goblin. Durante la storia sarà possibile oscillare con la ragnatela, arrampicarsi sulle pareti e affrontare i nemici in una modalità di combattimento che ricorda i classici giochi picchiaduro. La progettazione e l'animazione sono divise tra la grafica 2D e quella 3D, a seconda della versione del gioco.

## Boss
- Shocker
- Rhino
- Electro
- Vulture
- Doctor Octopus
- Avian Goblinite
- Green Goblin

## Nemici secondari
Durante il gioco, il giocatore si imbatterà in nemici che vanno dai criminali ai mutanti quali:
Piromane, Street Punk, Headsmasher, i robot della Roxxon ed i Goblinites.

## Livelli
- Thug-A-Thon
- High School Trauma
- Rooftop Party
- Carrion and Clarion
- Blow out at the Bugle
- Fists Full Of Dollars
- Oscorp Redux
- Air-Tight
- Showdown

In aggiunta, ci sono 4 livelli bonus (ma solo se si raccolgono i ragni).

## Curiosità
- Il gioco riprende vari collegamenti fra altri titoli dedicati al mondo dell'Uomo Ragno (di cui non tutti riguardano personaggi e trame) che indicano un collegamento (in parte) alla storia. Ad esempio si notano in Spider-Man: Battle for New York dei nemici definiti come i figli dell'Oz (visti anche in Ultimate Spider-Man per iPod): in pratica i figli dell'Oz e i mutanti sono le stesse cose/persone perché derivano tutti dal siero da cui è nato Goblin.
- Riprendendo la storia in Spider-Man: Il regno delle ombre, Venom invaderebbe la città con la stessa tecnica vista nel gioco e in Total Mayhem cambia solo la trama (oltre a cambiare la trama del gioco cambia anche il passaggio tra l'universo Ultimate ed Amazing perché Il regno delle ombre si basa su Amazing).
- In diverse versioni del gioco oltre alla grafica cambia la modalità costume che presenta dei potenziamenti (rivisti nel gioco per iPod).
- Il prologo del livello 1 viene rimesso nel livello per iPod/iPhone/iPad, solo che il gioco lo mostra solo in parte. L'introduzione originale mostrava l'Uomo Ragno scendere da un palazzo (come nella versione Apple Inc) ma per le versioni 3D e 2D non c'era lo spazio necessario per inserirlo, infatti in quella versione non sono stati neanche aggiunti i potenziamenti del costume nero.